# Crosmières
Crosmières é uma comuna francesa na região administrativa do País do Loire, no departamento de Sarthe. Estende-se por uma área de 20.6 km². Em 2010 a comuna tinha 1 064 habitantes (densidade: 51,7 hab./km²).